# Xavier Gil i Pujol
Xavier Gil i Pujol (Puigcerdà, 1956) és un historiador català, professor d'universitat i acadèmic de la Reial Acadèmia de la Història.

## Biografia
El 1978 es llicencià en Geografia i Història, especialitat Historia Moderna, amb Premi Extraordinari de Llicenciatura, per la Universitat de Barcelona. De 1981 a 1985 Va ampliar estudis a la Universitat de Princeton gràcies a una beca de la Fundació Juan March. Allí fou ajudant de recerca de John Elliott. En retornar el 1989 es va doctorar en història moderna a la Universitat de Barcelona amb la tesi De las alteraciones a la estabilidad. Corona, fueros y política en el reino de Aragón, 1585-1648. Posteriorment ha estat director del Departament d'Història Moderna de la Universitat de Barcelona.
En 2008 va fundar la European Society for the History of Political Thought. Les seves línies de recerca principals són la política i el govern de la Corona d'Aragó en els segles XVI-XVII i l'estructura constitucional de la Monarquia espanyola dels Àustries. En març de 2014 fou escollit membre de la Reial Acadèmia de la Història.

## Obres
- Recepción de la Escuela de Annales en la historia social anglosajona (1983)
- De las alteraciones a la estabilidad: corona, fueros y política en el Reino de Aragón, 1585-1648 (1989)
- Claves del absolutismo y el parlamentarismo, 1603-1714 (1991)
- Aragonese constitutionalism and Habsburg rule: the varying meanings of liberty (2001)
- Un rey, una fe, varias naciones. Patria y nación en la España de los siglos XVI y XVII (2004)
- Tiempo de política: perspectivas historiográficas sobre la Europa moderna (2006)